# Muschelgrotte im Neuen Garten

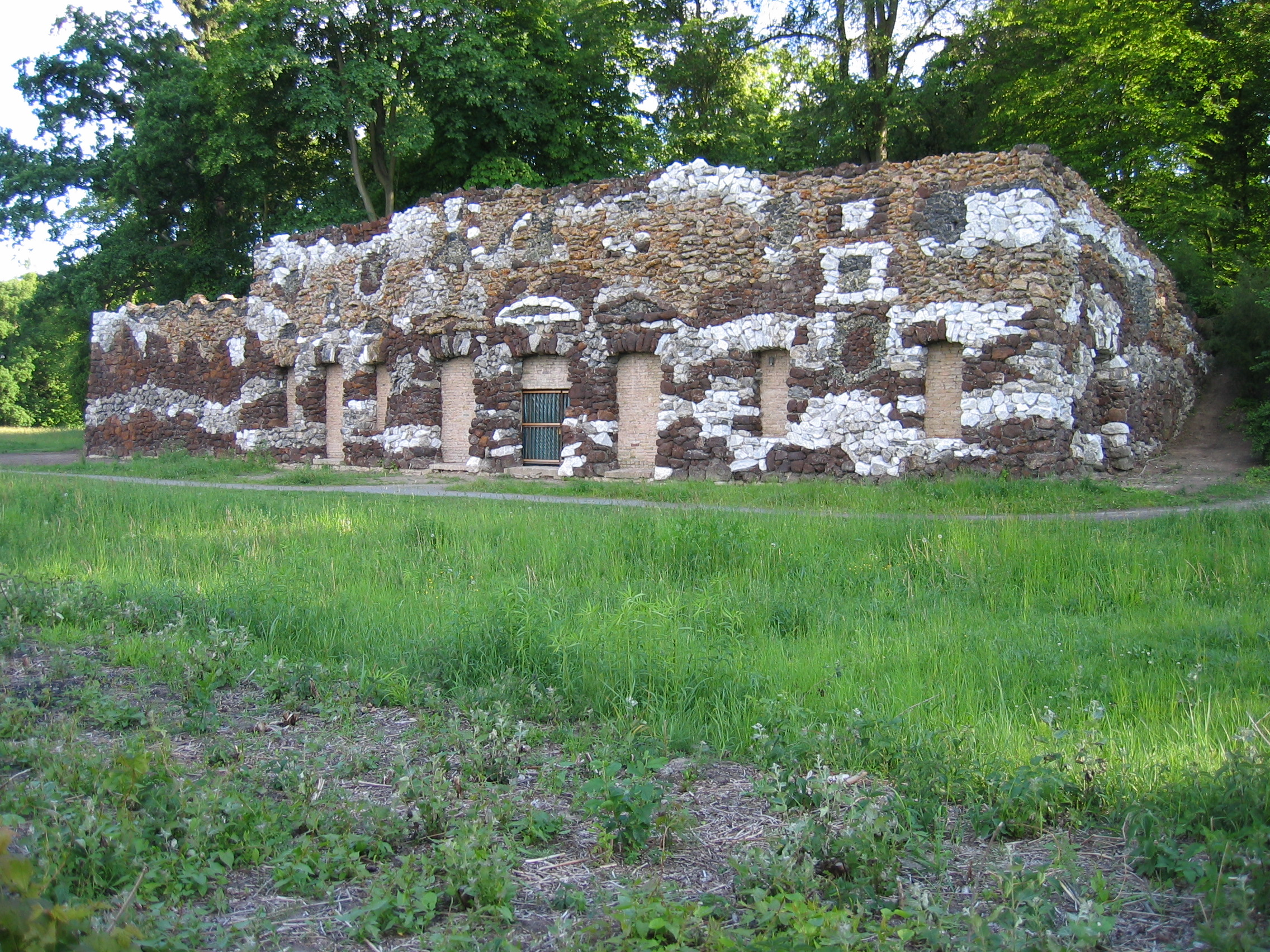
Die Muschelgrotte 2006

Die Crystall- und Muschelgrotte im Neuen Garten liegt im Norden der Potsdamer Parkanlage am Ufer des Jungfernsees, südöstlich in Sichtweite der Meierei und nördlich des Schlosses Cecilienhof. Friedrich Wilhelm II. beauftragte den Oberhofbaurat Andreas Ludwig Krüger mit der Planung einer Grotte, die unter Leitung dessen Sohnes Friedrich Ludwig Carl Krüger zwischen 1791 und 1794 an einem eigens dafür angelegten Hügel errichtet wurde. Als Vorbild diente die bereits um 1754/56 erbaute Grotte im Schlossgarten von Oranienburg. Im Gegensatz zum dortigen Bau, der als Gartenarchitektur erkennbar war, sollte die Grotte im Neuen Garten wie von der Natur geschaffen wirken. Um diese Natürlichkeit zu erreichen, ließ Krüger den Ziegelbau mit Raseneisenstein aus Golzow, Kalktuff aus Rothenburg ob der Tauber, Gipsstein aus dem Harz sowie Schlacke und verschmolzene, versinterte Ziegelsteine, sogenanntem „Schmolz“, verkleiden.

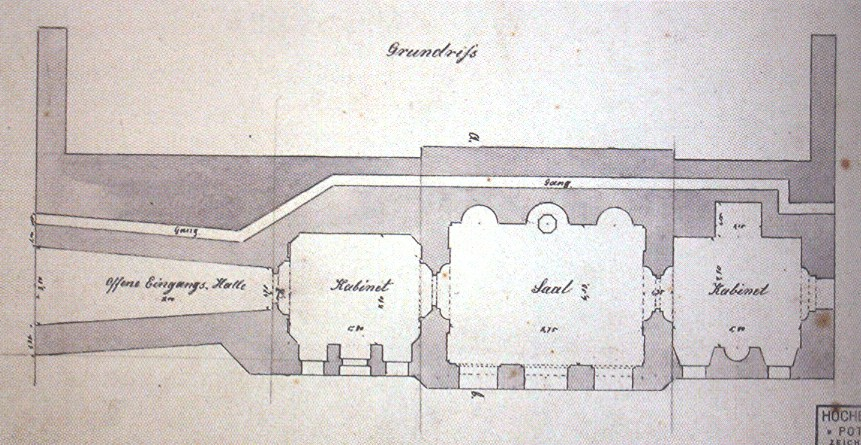
Grundriss der Muschelgrotte von 1876

Entgegen dem natürlich gehaltenen Äußeren waren die drei Innenräume kunstvoll ausgestaltet. Einer offenen, sich nach innen verjüngenden Eingangs-Halle im Südosten, folgte ein Kabinet, ein Saal und wieder ein Kabinet. Mit der Dekoration der Innenräume wurde der Stuckateur Constantin Philipp Georg Sartori beauftragt, der die Wände und Kabinett-Gewölbe mit Materialien wie farbig unterlegtem Marienglas, grünem Serpentinit, blauem und rotem Glasfluss aus schlesischen Hütten, Muscheln und Schnecken dekorativ ausschmückte. Die Flachdecke des mittleren Saals gestaltete der Dekorationsmaler Bartolomeo Verona als ovale, offene Kuppel. Den Rand des gemalten Ovals zierte eine Balustrade mit Vögeln und Schilfrohr. Im Mittelteil schwebte ein Adler mit Band. Die mit Nischen und Spiegeln gegliederten Wandflächen öffneten sich nach Nordosten zum Jungfernsee durch Fenstertüren.

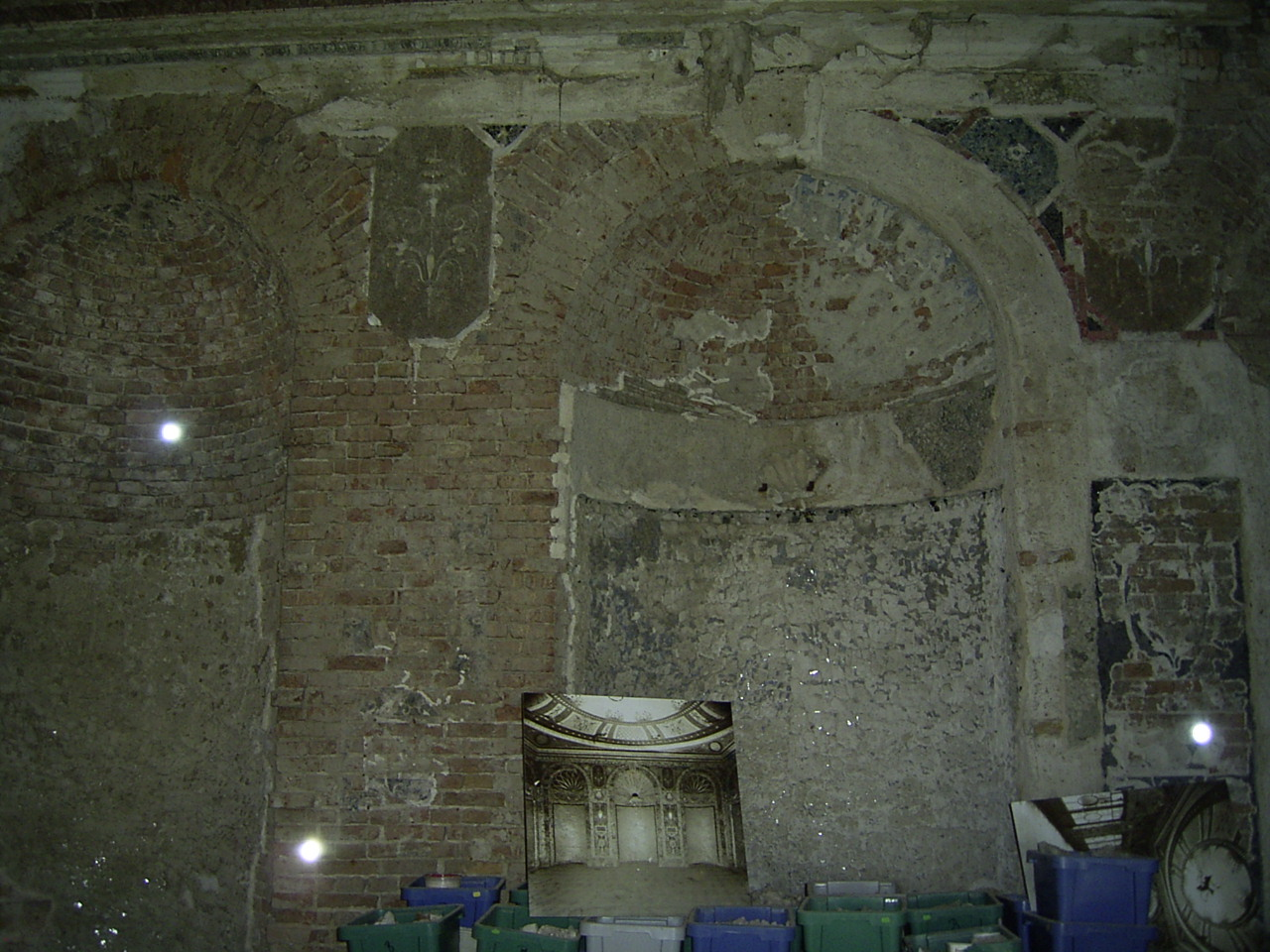
Innenansicht vom Mittelsaal, 2005

Ab der Regierungszeit Friedrich Wilhelms III. wurde die Grotte nur noch selten genutzt, jedoch durch notwendige Reparaturen baulich erhalten. Durch den Bau der Berliner Mauer lag sie im Grenzstreifen und verfiel. Seit 2004 wird die Muschelgrotte durch die Stiftung Preußische Schlösser und Gärten Berlin-Brandenburg mit Unterstützung des „Förderkreises Muschelgrotte im Neuen Garten Potsdam e. V.“ schrittweise restauriert.
Die Crystal- und Muschelgrotte diente als versteckter Aufenthaltsort für Teegesellschaften und zum Speisen, wofür eine kleine Küche erforderlich wurde. 1796 entstand südwestlich vom Grottenbau ein mit Eichenrinde verkleideter Holzständerbau auf kreisrundem Grundriss. Aus der Mitte des mit Schilfrohr gedeckten Daches ragte als Schornstein ein Baumstamm aus getriebenem Eisenblech mit einer Eule auf der Spitze heraus. 1958 wurde die Borkenküche wegen Baufälligkeit abgerissen und von 2010 bis 2012 wieder aufgebaut.